# Braunschweig

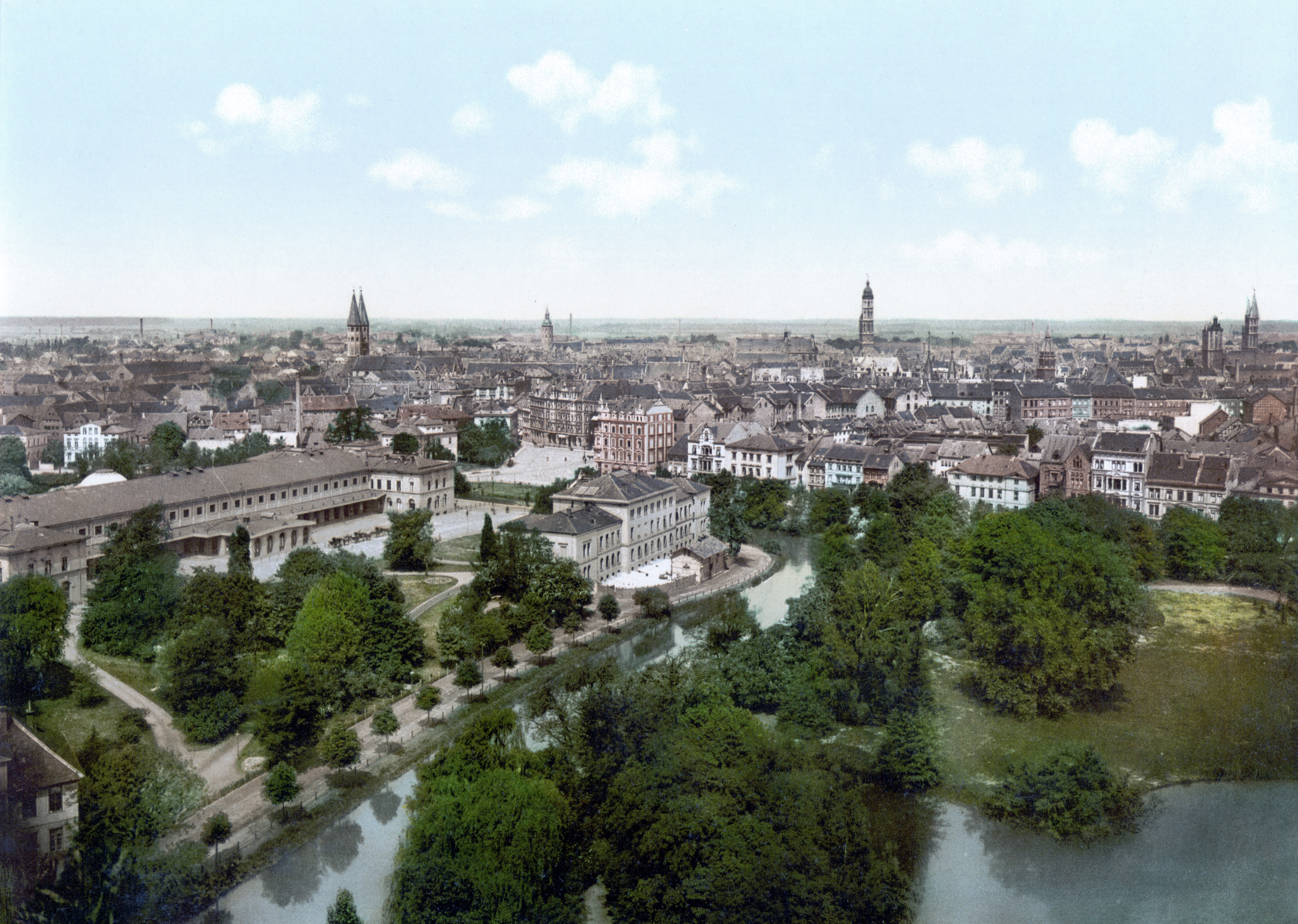
Braunschweig Thế kỷ 19

Braunschweig nằm trên dòng sông Oker, là thành phố lớn thứ hai của bang Niedersachsen, Đức (Hannover là thủ phủ của Niedersachsen). Braunschweig có diện tích 192.000 km² với dân số 240.000 người (12/2006).

## Thành phố kết nghĩa
- Bandung, Indonesia (từ năm 1960)
- Nîmes, Pháp (từ năm 1962)
- Bath, Vương quốc Anh (từ năm 1971)
- Sousse, Tunisia (từ năm 1980)
- Qiryat Tivon, Israel (từ năm 1985/1986)
- Magdeburg, Đức (từ năm 1987)
- Kazan, Liên bang Nga (từ năm 1988)
- Omaha, Nebraska Hoa Kỳ (từ năm 1992)

## Nhân khẩu học
| 1811   | 1830   | 1849   | 1880   | 1890    | 1900    | 1925    | 1939    | 1950    | 1975    | 1989    | 2004    |
| ------ | ------ | ------ | ------ | ------- | ------- | ------- | ------- | ------- | ------- | ------- | ------- |
| 27.600 | 35.300 | 39.000 | 75.000 | 100.000 | 128.200 | 146.900 | 196.068 | 223.767 | 269.900 | 253.794 | 239.921 |